# Hongwansi
Hongwansi (kinesiska: 红湾寺) är en köping i nordvästra Kina. Den ligger i Sunans autonoma härad för yugur-folket i staden Zhangye i provinsen Gansu, omkring 480 kilometer nordväst om provinshuvudstaden Lanzhou. Antalet invånare är 33 653. Befolkningen består av 15 741 kvinnor och 17 912 män. Barn under 15 år utgör 15,0 %, vuxna 15-64 år 78 %, och äldre över 65 år 6,0 %.